# Romsdal

Romsdal, evidenziato in rosso.

Romsdal è una valle e uno dei distretti tradizionali nella contea di Møre og Romsdal, nella Norvegia centrale. 
Gli altri due territori nella contea sono Nordmøre, "Møre del nord", e Sunnmøre, "Møre del sud".
La principale città del Romsdal è Molde che ospita l'amministrazione di tutta la contea. Il territorio di Romsdal comprende Aukra, Eide, Fræna, Gjemnes, Midsund, Molde, Nesset, Rauma, Sandøy, e Vestnes.
Nella prima epoca vichinga prima di Erik il Rosso, Romsdal era un regno piccolissimo.